# 고금운회거요 (문화재자료)
《고금운회거요》(古今韻會擧要)는 대전광역시 유성구 지족동, 대전선사박물관에 있는 조선시대의 책이다. 2012년 6월 22일 대전광역시의 문화재자료 제57호로 지정되었다.

## 개요
「고금운회거요」는 원나라 초기 황공소가 편집한 운서「고금운회(古今韻會)을 그의 제자 웅충이 간략하게 하고 주석을 더하여 1297년에「고금운회거요」라는 이름으로 펴낸 것으로, 이 운서는 줄여서「운회(韻會)」라고도 하는데, 원나라 황공소의 「고금운회(古今韻會)」를 웅충이 거요(擧要)하여 즉 요점을 추리고, 또 빠진 것을 보충하고, 주석을 더하여 30권 10책으로 펴낸 것이다.
본 ｢고금운회거요｣는 중국의 원조 판본을 번각한 목판본으로 판각과 인쇄의 형태로 보아 후기의 번각이며, 인쇄 또한 판각한 때로부터 오랜 시간이 지난 후대에 이루어진 후쇄본으로 보이는데, 만송문고 소장본에 ‘甲戌(1574)秋印來漢陽, 此七字外王父筆, 天啓元年仲春識”라는 묵서식기가 있는 것으로보아, 선조연간의 번각본으로 추정된다.
조선시대 운서와 자서의 연구는 물론 서지학 연구에도 활용될 수 있는 귀중한 자료이다.

## 같이 보기
- 고금운회거요

## 참고 자료
- 고금운회거요 - 국가유산청 국가유산포털